# Sua Maestà (film)
Sua Maestà (Your Highness) è un film del 2011 diretto da David Gordon Green. Tra gli interpreti principali figurano Danny McBride, James Franco, Natalie Portman, Zooey Deschanel, e Justin Theroux. Sceneggiato da McBride Ben Best, il film uscì nel 2011.

## Trama
Ambientata in un immaginario mondo fantasy medievale, la pellicola si concentra sulla storia di Thadeous e Fabious, due principi figli di Re Tallious, sovrano del Reame di Mourne. Fabious è affascinante, galante e abile in diversi campi, mentre suo fratello minore Thadeous è pigro, inconcludente e senza desiderio di impegnarsi, sempre accompagnato dal suo servo personale, Courtney. La storia ha inizio con un perfido stregone che sta per eseguire un rituale oscuro su una fanciulla, ma viene fermato e sconfitto da un gruppo di nobili cavalieri noti come l'Ordine dei Cavalieri d'Oro. Dopo circa 100 anni dall'evento del prologo, il principe Thadeous sta per essere impiccato per ordine del Re dei Nani in quanto sorpreso in atteggiamenti eccessivamente intimi con la seconda moglie del sovrano. Poiché l'esecuzione fallisce a causa della differenza di altezza tra la statura di Thadeous e le dimensioni del patibolo (fatto a misura di Nano), il principe e Courtney riescono a fuggire ma inseguiti da un gruppo di Nani inferociti e vendicativi. Tornati al castello reale a causa del fallimento della missione diplomatica, re Tallious redarguisce il figlio minore, in quanto vergogna della famiglia e per la sua neghittosità e svogliatezza nel portare a termine anche gli incarichi più semplici che gli vengono assegnati, preferendo concedersi a ozio e trastulli. 
Nel mentre, il principe Fabious fa ritorno dall'ennesima eroica missione: la sconfitta dei mostri ciclopi (la testa di uno dei quali portata a casa come trofeo e memento della vittoria, secondo la tipica usanza della famiglia reale di Mourne) del perfido mago oscuro Leezar. Fabious tuttavia ha fatto ritorno anche con una giovane vergine tenuta prigioniera da Leezar, Belladonna, e intende sposarla. Come testimone di nozze, Fabious sceglie il suo indolente fratello, cosa che provoca fastidio e irritazione a Boremont, uno dei Cavalieri d'Elite dell'esercito reale e grande amico di Fabious, per il quale ha perso persino una mano. Convinto dal fratello maggiore, Thadeous accetta di partecipare al matrimonio, tuttavia origlia i Cavalieri d'Elite e Boremont che esprimono il loro malcontento e delusione nei confronti del principe, e così decide di perdersi volontariamente carimonia e festeggiamenti, ferito nei sentimenti. A un certo punto, durante il matrimonio irrompe Leezar con le sue tre madri, e grazie alla loro potente magia riescono a sopraffare Fabious, re Tallious e tutti i presenti, in modo che Leezar possa riprendersi Belladonna in quanto necessita di una vergine per il compimento di una profezia. Fabious decide di partire per una missione di salvataggio e il re obbliga Thadeous (di ritorno da una giornata di passatempi con sostanze stupefacenti e psicotrope) e Courtney ad accompagnare suo fratello maggiore, pena l'esilio eterno dal regno. 
Come prima tappa, i due si recano dal Magico Mago, una creatura magica amante di fumo e vizi depravati – viene fatto persino intendere che quando Fabious era piccolo e andava a trovarlo, l'essere l'abbia molestato – e vengono dunque a sapere altri dettagli della profezia che Leezar vuole far realizzare: quando le due lune (menzionate nel prologo) convergeranno, uno stregone dovrà carnalmente congiungersi con una giovane vergine e riversare il proprio seme dentro di lei, la quale darà alla luce un drago che gli permetterà di conquistare e dominare il regno di Re Tallious. Per sconfiggere il diabolico mago, i due avranno bisogno della Lama di Unicorno, una spada magica con l'elsa realizzata da uno corno di unicorno. I due principi ricevono una bussola magica dal Magico Mago, strumento che indicherà la direzione per il labirinto in cui è riposta la spada, nella leggendaria terra di Muldiss Darton.
Durante il tragitto per andare al labirinto, Courtney riesce a scoprire casualmente che Julie (l'anziano servo eunuco di Fabious) è in realtà un servitore di Leezar, ma una volta smascherato si scopre che anche i Cavalieri d'Elite hanno deciso di tradire la famiglia reale per passare agli ordini di Leezar. Una volta battuti e seminati gli ex compagni d'arme di Fabious, i tre inviano Simon, l'uccello meccanico del principe, a informare il re del tradimento dei suoi uomini e richiedere rinfornzi – missione poi fallita giacché Simon verrà intercettato e distrutto da Julie e i suoi nuovi sgherri (fuori campo). Thadeous avvista una ragazza seminuda e le si avvicina per corteggiarla, mentre Fabious e Courtney discutono dell'indole abulica del fratello. Ciononostante, Thadeous torna inseguito da altre donne simili a quella di prima, vittima di una palese trappola tesa da un popolo selvaggio e primitivo chiamato "Uomini bianchi" per il pallore della loro pelle, comandati dal brutale e violento signore della guerra Marteetee. I tre prigionieri vengono condotti in una piccola arena circolare nel quale Fabious riesce a sconfiggere e uccidere il miglior guerriero di Marteetee. Per rappresaglia, il leader degli Uomini bianchi decide di scatenare contro di loro un grosso mostro a 5 teste, simile a un'idra, controllato con i movimenti della sua mano. Quando la situazione inizia a mettersi male, i due fratelli vengono salvati da Isabel, una giovane guerriera dell'Ordine dei Cavalieri d'Oro, ultima rimasta in quanto Marteetee aveva in passato provocato la morte del padre di lei.    
Ucciso Marteetee e scappati dagli Uomini bianchi, Isabel, i due principi e Courtney effettuano una sosta nella foresta. Parlando con lei, Thadeous non nasconde l'attrazione che prova per l'avvenenza della guerriera, ma si lascia anche sfuggire i dettagli relativi alla loro missione e la bussola magica. Conseguenzialmente, all'insaputa di tutti e col favore delle tenebre, Isabel deruba il trio della magica bussola per proseguire la sua missione in solitario. Fabious e Thadeous litigano aspramente a causa dell'egoismo del secondo, che evita infingardamente qualsiasi incarico preferendo "deludere sé stesso e gli altri". In preda alla collera, una volta raggiunto un insediamento rurale, Fabious liquida aspramente e bruscamente Thadeous e Courtney, diretto alla ricerca della spada magica da solo. Ad una locanda di bassa lega del posto, i due ritrovano Isabel e Courtney recupera la bussola. Per loro sfortuna però Fabious si è imbattuto in Julie e i cavalieri felloni, i queali riescono ad avere la meglio su di lui e a portarlo al covo di Leezar (il mago aveva infatti ordinato a Julie di portargli Fabious vivo in modo da fargli assistere al suo trionfo, mentre poteva sbarazzarsi di Thadeous e Courtney). I due allora vengono raggiunti di nuovo da Isabel, e Thadeous riesce a convincerla a unire le forze, sicché la ragazza li aiuterà a trovare la magica Lama dell'Unicorno nella terra di Muldiss Darton. La guerriera e i due uomini scoprono un'entrata magica segreta che si attiva grazie alla bussola del Magico Mago, ritrovandosi così nel menzionato labirinto "le cui mura hanno condotto molti uomini alla follia". Facendosi strada nei tortuosi corridoi, i tre incontrano un feroce Minotauro, e per sfuggirgli si separano, perdendosi nel dedalo. Senza volerlo, Thadeous arriva al centro del labirinto, dove l'Anima del Labirinto lo sottopone a una prova per verificare la prodezza del suo animo, uscendone sorprendentemente vincitore e con la mitica Lama dell'Unicorno. Isabel ritrova Courtney che nel frattempo è stato raggiunto dal Minotauro, il quale sembra intenzionato ad accoppiarsi col paggio, ma Isabel lo salva distraendo la bestia con un flauto magico. Thadeous, finalmente cambiato e resosi conto del potenziale che ha per compiere nobili azioni, riesce a uccidere il Minotauro. Siccome non riesce a tagliargli un corno da portare a casa come trofeo di guerra, opta per i genitali della creatura, più semplici da tagliare.
Thadeous, Courtney e Isabel fanno ritorno all'insediamento di prima in cerca di alleati e per riparare Simon, così il gruppo si fa strada fino al covo di Leezar e riesce a liberare Fabious (esterrefatto dal cambiamento di carattere del fratello) appena in tempo e a consegnargli la spada magica. I quattro, dopo aver ucciso Julie e i cavalieri fedifraghi – Boremont prima di spirare confessa a Fabious di essere sempre stato innamorato di lui, e non averlo scelto come testimone di nozze gli aveva spezzato il cuore, rendendolo carico di odio e avidità  – si scontrano con Leezar (incapace di effettuare il coito a causa dell'incantesimo delle sue tre madri) e le tre streghe, non senza difficoltà. Quando tutto sembra ormai perduto, Fabious riesce a uccidere lo stregone, trafiggendolo con la spada e facendolo dissolvere.  
Gli eroi vincitori tornano al castello di Mourne, dopo un triste addio di Thadeous a Isabel, acclamando soprattutto il secondogenito del re per la sua prodezza e valore dimostrati. Il matrimonio viene ripreso, Fabious e Belladonna diventano ufficialmente marito e moglie, e la sera Thadeous si appresta a praticare autoerotismo, ma viene interrotto dalla venuta del fratello maggiore. Dal momento che sostiene di sentirsi solo e lo aveva dimenticato all'accampamento, Fabious aveva pensato di ritrovare e riportargli Steven (il suo drago barbuto di compagnia) mentre tornava da un'impresa di minore importanza. Rabbuiato, a sorpresa si palesa Isabel, venuta a confessare i propri sentimenti al principe dopo aver portato a termine un'impresa. Sfortunatamente, non possono copulare in quanto tempo fa una strega malefica mise a Isabel una cintura di castità, e solo uccidendo la strega la cintura si spezzerà. Thadeous non sembra molto propenso a imbarcarsi in una nuova avventura avendone appena terminato una, ma Isabel riesce a persuaderlo e i due decidono di partire subito per affrontare la strega.

## Produzione
Le riprese si sono svolte in Irlanda del Nord.

## Distribuzione
Il primo trailer del film è stato distribuito il 17 novembre 2010, mentre il film è uscito nelle sale statunitensi l'8 aprile 2011. In Italia invece è uscito direttamente in DVD il 15 dicembre 2011.
In Italia il film è stato valutato V.M.14 ovvero vietato ai minori di 14 anni, a causa dei riferimenti sessuali, del linguaggio volgare e dell'estrema violenza.
E negli Stati Uniti è stato valutato R [Restricted] ovvero vietato ai minori di diciassette anni non accompagnati per gli stessi motivi.

### Titolo
Il titolo originale Your Highness presenta un doppio senso tra il vostra altezza con cui ci si rivolge alle cariche nobiliari e "highness" inteso come "fattanza" in riferimento al consumo di droghe leggere, elemento tipico della cifra umoristica degli autori.
Il titolo italiano Sua Maestà perde questo doppio senso, mantenendo solo l'accezione di riferimento alla nobiltà.

## Critica
Il film ha ricevuto una nomination durante i Razzie Awards 2011: Peggior attore non protagonista per James Franco.